# اللجنة الملكية لإعمار مقامات الأنبياء والصحابة
اللجنة الملكية لإعمار مقامات الأنبياء والصحابة وادارتها هي لجنة أردنية تأسست بمرسوم ملكي عام 1984 بهدف الحفاظ على المقامات الدينية والتاريخية للأنبياء والصحابة الكرام في الأردن . تقوم اللجنة بالمحافظة على مقامات الأنبياء و الصحابة في الأردن من خلال إبراز هذه المواقع لتكون معالم خالدة على مر العصور وتعاقب الأجيال. وإعطائها المكانة التي تليق بأصحابها وبتضحياتهم في سبيل الإسلام ورسالته. كما تشرف اللجنة على ترميم وصيانة هذه المقامات وبناء المساجد والمجمعات الإسلامية عليها.

## تاريخها
حظيت مقامات الأنبياء والصحابة في الأردن برعاية هاشمية خاصة منذ عهد الملك الحسين بن طلال، الذي أسس عام 1984 لجنة للإشراف على بناء وترميم وصيانة هذه المواقع، وأعقبها في 1992 بتشكيل لجنة ملكية لإعمارها. استمر هذا الاهتمام في عهد الملك عبد الله الثاني، حيث وجّه في 2017 بتشكيل "اللجنة الملكية لبناء وإدارة مقامات الصحابة والشهداء"، وفي 2018 أمر بتأسيس "اللجنة الملكية لإعمار مقامات الأنبياء والصحابة وإدارتها". تعمل هذه اللجنة على ترميم وتأهيل المواقع ورفع كفاءة إدارتها لتكون وجهة ميسّرة ومثالية للزائرين.

## الاهداف
تتمثل الأهداف الرئيسية للجنة الملكية لإعمار مقامات الأنبياء والصحابة فيما يلي:
1. الحفاظ على التراث الديني والتاريخي في الأردن.
2. ترميم وإعادة تأهيل المقامات التاريخية بما يضمن استدامتها.
3. تعزيز مكانة الأردن كوجهة دينية وسياحية عالمية.
4. نشر الوعي الثقافي والديني حول أهمية هذه المواقع.

## اللجنة
تضم اللجنة في عضويتها:
- الامير هاشم بن الحسين. رئيس اللجنة
- الأمير غازي بن محمد - كبير المستشارين لجلالة الملك للشؤون الدينية والثقافية والمبعوث الشخصي .
- وزير الأوقاف والشؤون والمقدسات الإسلامية.  نائب الرئيس

### العضوية
- وزير الإدارة المحلية.
- وزير الأشغال العامة والإسكان.
- وزير السياحة والاثار.
- سماحة مفتي عام المملكة..
- سماحة قاضي القضاة .
- المهندس رائف نجم .
- مدير عام هيئة تنشيط السياحة .
- فضيلة امام الحضرة الهاشمية .
- مفتي القوات المسلحة الاردنية - الجيش العربي .
- المهندس منير حجيري - مستشار اللجنة للإعمار والشؤون الهندسية.

## اعمال اللجنة
عنيت اللجنة الملكية بترميم بناء عدد من المساجد والمقامات منها:
- مسجد الصحابي الجليل أبي عبيدة عامر بن الجراح -رضي الله عنه-، ومقامه في منطقة الأغوار الوسطى.
- مسجد الصحابي الجليل ضرار بن الأزور -رضي الله عنه-، ومقامه في منطقة الأغوار الوسطى.
- مسجد الصحابي الجليل شرحبيل بن حسنة -رضي الله عنه-، ومقامه في منطقة الأغوار الشمالية.
- مسجد الصحابي الجليل عامر بن أبي وقاص -رضي الله عنه-، ومقامه في منطقة الأغوار الشمالية.
- مسجد الصحابي الجليل معاذ بن جبل -رضي الله عنه-، ومقامه في منطقة الأغوار في الشونة الشمالية.
- مسجد الصحابي الجليل الحارث بن عمير الأزدي -رضي الله عنه-، ومقامه في محافظة الطفيلة.
- شجرة البقيعاوية في منطقة الصفاوي شرق المملكة.[5]
- مسجد الصحابي الجليل أبو ذر الغفاري -رضي الله عنه- ومقامه في مدينة مادبا.
- مقام الصحابي الجليل بلال بن رباح -رضي الله عنه- في منطقة وادي السير.
- تطوير موقع أهل الكهف في منطقة الرقيم / الرجيب جنوب عمان.
- مسجد الصحابي الجليل عبد الرحمن بن عوف -رضي الله عنه-، ومقامه منطقة الجبيهة.
- تطوير موقع التابعي أبو سليمان الداراني في مدينة الشوبك.
- مسجد النبي شعيب -عليه السلام- ومقامه في مدينة السلط / وادي شعيب.
- مسجد النبي يوشع -عليه السلام-، ومقامه في مدينة السلط.
- مسجد النبي هارون -عليه السلام-، ومقامه في مدينة وادي موسى.
- مسجد النبي هود -عليه السلام-، ومقامه في روابي مدينة جرش.

## انظر ايضا
- مؤسسة آل البيت للفكر الإسلامي
- اللجنة الملكية لإعمار المسجد الأقصى المبارك

## روابط خارجية
- الموقع الرسمي